# CIM-10 Bomarc

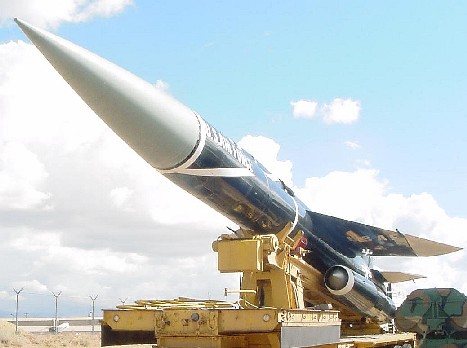
Misil superficie-aire Bomarc.

El Boeing CIM-10 Bomarc (Sistema de Armas IM-99 antes de 1972) fue un misil guiado supersónico resultado del Programa de Misiles Bomarc (Bomarc Missile Program). Este programa fue un esfuerzo conjunto entre los Estados Unidos y Canadá entre 1957 y 1972 para protegerse contra la amenaza de la Unión Soviética. Incluía el desarrollo de estaciones tácticas armadas con misiles Bomarc a lo largo de las costas este y oeste de Norteamérica y las zonas centrales del continente. Fueron los primeros misiles antiaéreos de largo alcance del mundo; eran capaces de llevar armamento convencional o cabezas nucleares. A principios de los años 1970, este programa y el sistema de guiado SAGE fueron suprimidos, ya que parecían inefectivos y costosos. Ninguno de estos dos sistemas fue usado alguna vez, así que su efectividad en combate no ha sido probada.
Almacenado horizontalmente en un refugio lanzador con tejado móvil, el misil se ponía vertical, se disparaba usando cohetes aceleradores para ganar altitud, y luego se inclinaba en un vuelo de crucero horizontal a Mach 2,5, propulsado por motores estatorreactores. Esta trayectoria elevada permitía al misil operar a un alcance máximo de hasta 400 km. Controlado desde tierra la mayor parte de su vuelo, cuando alcanzaba el área del blanco se le ordenaba comenzar un picado, activando un buscador interno de guía radar activa. Una espoleta radar de proximidad detonaba la cabeza de guerra, ya fuera una gran carga de explosivo convencional o la cabeza de guerra nuclear W40.
La Fuerza Aérea planeó originalmente un total de 52 asentamientos, cubriendo la mayoría de las principales ciudades y regiones industriales en los Estados Unidos. El Ejército estadounidense estaba desplegando sus propios sistemas al mismo tiempo, y los dos servicios se enfrentaban constantemente en los círculos políticos y en la prensa. El desarrollo se retrasó, y para cuando estuvo listo para el despliegue a finales de los años 50, la amenaza nuclear se había trasladado de los bombarderos tripulados a los misiles balísticos intercontinentales (ICBM), mientras que el Ejército había desplegado exitosamente su propio sistema que cubría cualquier tarea en los años 60, a pesar de que la Fuerza Aérea reclamaba lo contrario.
Como las pruebas continuaron, la Fuerza Aérea redujo sus planes a dieciséis asentamientos, y más tarde de nuevo a ocho, con dos asentamientos adicionales en Canadá. El primer asentamiento estadounidense fue declarado operacional en 1959, pero solo con un misil operativo. El poner al resto de los misiles en servicio llevó años, momento en que el sistema era totalmente obsoleto. Las desactivaciones comenzaron en 1969 y en 1972 todos los asentamientos de Bomarc habían sido cerrados. Un pequeño número se usaron como blancos aéreos no tripulados, y solo unos pocos permanecen en exhibición en la actualidad.

## Diseño y desarrollo

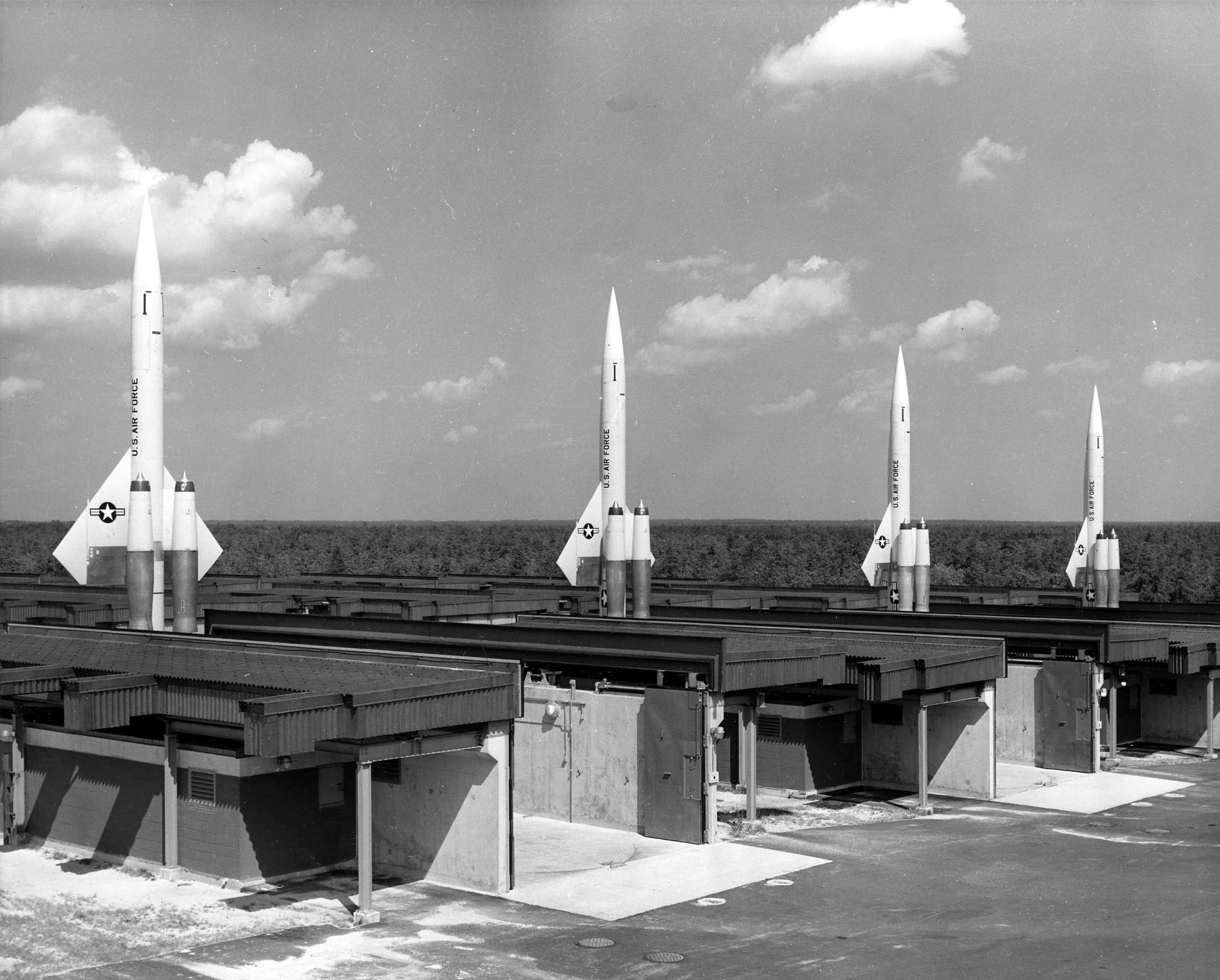
Octubre de 1960, BOMARC en Nueva Jersey.

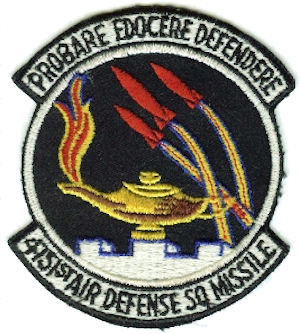
Emblema del 4751st ADMS (Entrenamiento).

En 1946, Boeing comenzó a estudiar misiles guiados superficie-aire bajo el proyecto MX-606 de las Fuerzas Aéreas del Ejército de los Estados Unidos. En 1950, Boeing había lanzado más de 100 cohetes de pruebas en varias configuraciones, todos bajo el designador XSAM-A-1 GAPA (Ground-to-Air Pilotless Aircraft (Avión Sin Piloto Tierra-Aire)). Debido a que estas pruebas fueron muy prometedoras, Boeing recibió un contrato de la USAF en 1949, para desarrollar un interceptor sin piloto (un término usado entonces por la USAF para los misiles guiados de defensa aérea) bajo el proyecto MX-1599. El misil MX-1599 iba a ser un misil nuclear superficie-aire de largo alcance propulsado por estatorreactor, ideado para defender los Estados Unidos continentales de bombarderos a gran altura. El Centro Míchigan de Investigación Aeroespacial (MARC) fue añadido al proyecto poco después, y le dio al nuevo misil su nombre Bomarc (por Boeing y MARC). En 1951, la USAF decidió hacer patente su punto de vista acerca de que los misiles no eran más que aviones sin piloto, asignando designadores de aviones a sus proyectos de misiles, y los misiles antiaéreos recibieron designaciones F de Cazas (Fighter). El Bomarc se convirtió en el F-99.
Los vuelos de pruebas de los vehículos de pruebas XF-99 comenzaron en septiembre de 1952 y continuaron hasta principios de 1955. El XF-99 probó solamente el cohete acelerador de combustible líquido, que aceleraría el misil hasta la velocidad de encendido del estatorreactor. En febrero de 1955, comenzaron las pruebas de los vehículos de pruebas de propulsión XF-99A. Incluían estatorreactores reales, pero todavía no tenían sistema de guía o cabeza de guerra. La designación YF-99A había sido reservada para los vehículos de pruebas operacionales. En agosto de 1955, la USAF dejó de utilizar los designadores tipo avión para los misiles, y los XF-99A e YF-99A se convirtieron en XIM-99A e YIM-99A, respectivamente. Originalmente, la USAF le había asignado la designación IM-69, pero fue cambiada (posiblemente por la solicitud de Boeing de mantener el número 99) a IM-99 en octubre de 1955. En octubre de 1957, el primer prototipo YIM-99A representativo de producción voló con guiado completo, y logró alcanzar el objetivo dentro del alcance destructivo. A finales de 1957, Boeing recibió el contrato de producción para el misil interceptor IM-99A Bomarc A, y en septiembre de 1959, el primer escuadrón de IM-99A alcanzó el nivel operativo.
El IM-99A tenía un radio operacional de 320 km y fue diseñado para volar a Mach 2,5-2,8 a una altura de crucero de 18 000 m. Tenía una longitud de 14,2 m y pesaba 7000 kg. Su armamento era tanto de una cabeza de guerra convencional de 450 kg, como de una cabeza de guerra nuclear W40 (rendimiento de 7-10 kilotones). Un motor cohete de combustible líquido aceleraba el Bomarc hasta Mach 2, momento en que sus motores estatorreactores Marquardt RJ43-MA-3, alimentados con gasolina de 80 octanos, se encargarían del resto del vuelo. Este era el mismo modelo de motor usado para propulsar al Lockheed X-7, al dron Lockheed AQM-60 Kingfisher usado para probar defensas aéreas, y al Lockheed D-21 lanzado desde el lomo de un SR-71.
Los misiles operativos IM-99A estaban basados horizontalmente en refugios semiblindados, apodados "ataúdes". Tras la orden de lanzamiento, el tejado del refugio se abriría deslizándose, y el misil se elevaría hasta la vertical. Después de que el misil fuera suministrado con combustible para el cohete acelerador, sería lanzado por el acelerador Aerojet General LR59-AJ-13. Una vez alcanzada la velocidad suficiente, los estatorreactores Marquardt RJ43-MA-3 se encenderían y propulsarían al misil hasta su velocidad de crucero de Mach 2,8 a una altura de 20 000 m (66 000 pies).
Cuando el Bomarc estaba a 16 km del objetivo, su propio radar Westinghouse AN/DPN-34 guiaba al misil al punto de interceptación. El alcance máximo del IM-99Aera de 400 km, y estaba equipado tanto con una cabeza de guerra convencional de alto poder explosivo, como con una W-40 de fisión nuclear de 10 kilotones.
El Bomarc dependía del Semi Automatic Ground Environment (SAGE), un sistema de control automatizado usado por el NORAD para detectar, seguir e interceptar bombarderos enemigos. El SAGE permitía el lanzamiento a distancia de los misiles Bomarc, que estaban albergados en bases permanentemente listas para el combate en refugios de lanzamiento individuales en áreas remotas. En el punto álgido del programa, hubo 14 asentamientos de Bomarc localizados en los Estados Unidos y dos en Canadá.
El acelerador de combustible líquido del Bomarc A no era una solución óptima. Llevaba dos minutos repostar de combustible antes del lanzamiento, que podía ser un largo tiempo para los interceptores de alta velocidad, y sus propergoles hipergólicos (hidracina y ácido nítrico) eran muy peligrosos de manipular, ocasionando varios accidentes serios.
Tan pronto como los cohetes de combustible sólido de gran empuje se hicieron una realidad a mitad de los años 50, la USAF comenzó a desarrollar una nueva variante del Bomarc con combustible sólido, el IM-99B Bomarc B. Usaba un acelerador Thiokol XM51, y también tenía estatorreactores mejorados Marquardt RJ43-MA-7 (y finalmente los RJ43-MA-11). El primer IM-99B fue lanzado en mayo de 1959, pero problemas con el nuevo sistema de propulsión retrasaron el primer vuelo exitoso hasta julio de 1960, cuando fue interceptado un dron supersónico KD2U-1/MQM-15A Regulus II. Debido a que el nuevo acelerador ocupaba menos espacio en el misil, podía llevarse más combustible de estatorreactor, aumentando el alcance hasta los 710 km. El sistema de guiado terminal también fue mejorado, usando el primer radar de impulsos Doppler de búsqueda del mundo, el Westinghouse AN/DPN-53. Todos los Bomarc B fueron equipados con la cabeza nuclear W-40. En junio de 1961, el primer escuadrón de IM-99B alcanzó la operatividad plena, y el Bomarc B reemplazó rápidamente a la mayoría de los misiles Bomarc A. El 23 de marzo de 1961, un Bomarc B interceptó exitosamente un misil de crucero Regulus II volando a 100 000 pies, logrando la interceptación a mayor altura en el mundo hasta la fecha.
Boeing construyó 570 misiles Bomarc entre 1957 y 1964, 269 CIM-10A y 301 CIM-10B'.
En septiembre de 1958, el Mando Aéreo de Investigación y Desarrollo decidió transferir el programa Bomarc de sus pruebas en la estación de la Fuerza Aérea de Cabo Cañaveral a las nuevas instalaciones en la Isla Santa Rosa (Florida), justo al sur de la Base Eglin en el Golfo de México. Para operar la instalación y proporcionar entrenamiento y evaluación operativa en el programa del misil, el Mando de Defensa Aérea fundó la 4751ª Ala de Defensa Aérea con Misiles (4751st ADW), el 15 de enero de 1958. El primer lanzamiento desde Santa Rosa se realizó el 15 de enero de 1959.

## Historia operacional

### Estados Unidos
El primer escuadrón de Bomarc operativo de la USAF fue el 46th Air Defense Missile Squadron (ADMS), organizado el 1 de enero de 1959 y activado el 25 de marzo. El 46th ADMS fue asignado al sector de Defensa Aérea de Nueva York en la Base McGuire de la Fuerza Aérea, Nueva Jersey. El programa de entrenamiento bajo el 4751st ADW usaba técnicos actuando como instructores y fue establecido para una duración de cuatro meses. El entrenamiento incluía el mantenimiento de los misiles; operaciones de SAGE y procedimientos de lanzamiento, incluyendo el lanzamiento de un misil desarmado en Eglin. En septiembre de 1959, el escuadrón se reunió en su puesto permanente, el asentamiento de Bomarc en la McGuire AFB, y realizó entrenamientos para alcanzar la disponibilidad operacional. Los primeros Bomarc A fueron usados en McGuire el 19 de septiembre de 1959, teniendo la Kincheloe AFB los primeros IM-99B operativos. Mientras que varios de los escuadrones reproducían números anteriores de unidades de cazas interceptores, todos estos eran nuevas organizaciones sin equivalentes históricos previos.
Los planes iniciales del Mando de Defensa Aérea solicitaban 52 asentamientos de Bomarc en los Estados Unidos con 120 misiles cada uno, pero como los presupuestos de defensa se redujeron en los años 50, el número de asentamientos se redujo sustancialmente. El desarrollo en curso y los problemas de fiabilidad no ayudaron, ni tampoco el debate en el Congreso sobre la utilidad y necesidad de los misiles. En junio de 1959, la Fuerza Aérea autorizó 16 asentamientos de Bomarc con 56 misiles cada uno; los cinco iniciales tendrían el IM-99A, y los restantes el IM-99B. Sin embargo, en marzo de 1960, el Cuartel General de la USAF recortó el despliegue a ocho asentamientos en los Estados Unidos y dos en Canadá.

### Incidente Bomarc
En el primer año de operaciones, un Bomarc A con cabeza de guerra nuclear se incendió en la McGuire AFB en 7 de junio de 1960, después de que explosionase el depósito de helio de a bordo. Como los explosivos del misil no detonaron, el calor derritió la cabeza de guerra y se liberó plutonio, que alcanzó a los operarios contraincendios. La Fuerza Aérea y la Comisión de Energía Atómica limpiaron el asentamiento y lo cubrieron con hormigón. Fue el único accidente grave del sistema de armas. El asentamiento permaneció en servicio durante varios años tras el incendio. Desde su cierre en 1972, el área ha permanecido fuera de los límites, debido principalmente a los bajos niveles de contaminación de plutonio. En 2002, el hormigón del asentamiento fue retirado y transportado en tren a la estación Aeronaval de Lakehurst a un asentamiento para su adecuada eliminación.

### Modificación y desactivación

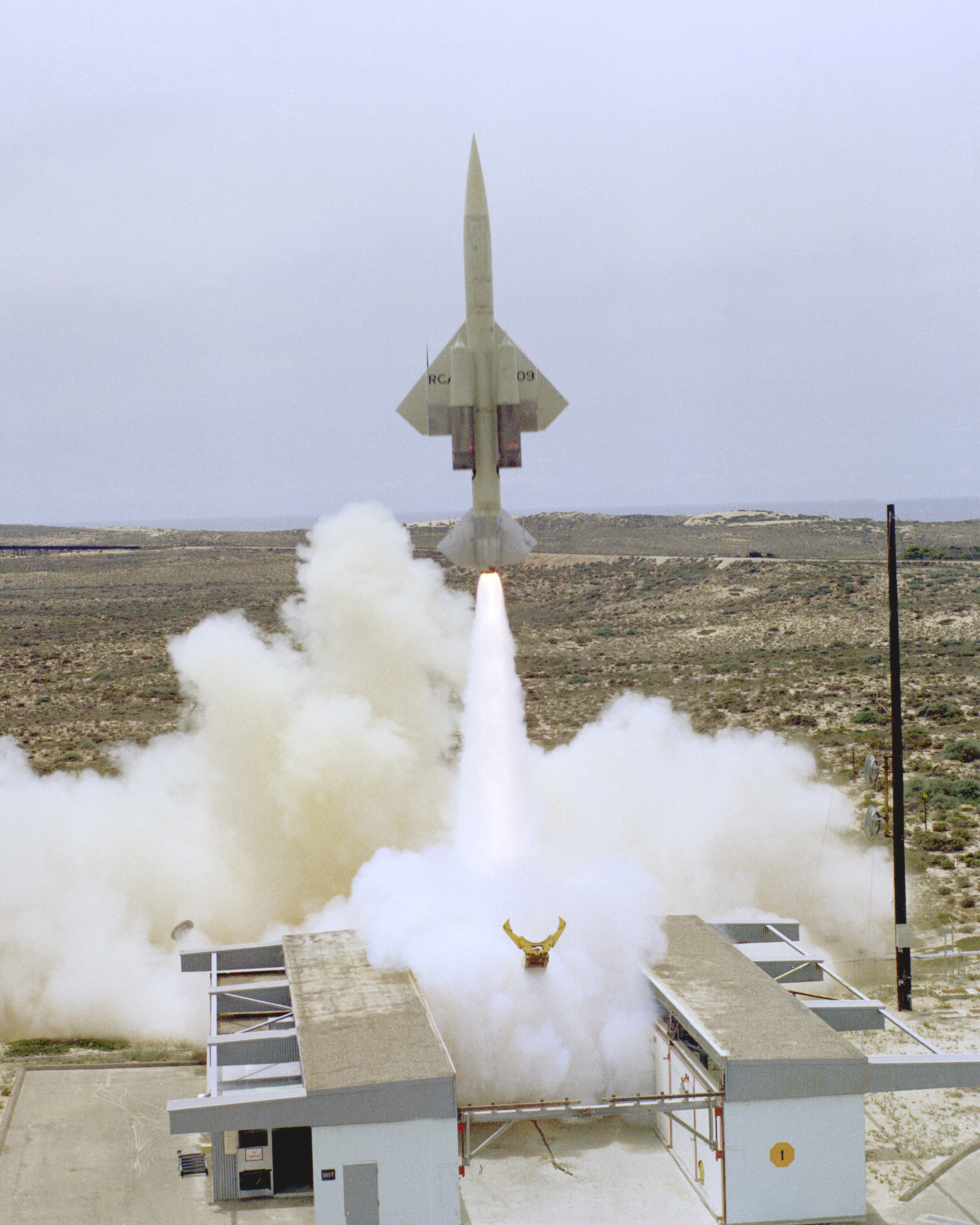
Un dron CQM-10B lanzado en la Vandenberg Air Force Base, 1977.

En 1962, la Fuerza Aérea de los Estados Unidos comenzó a usar modelos A modificados como drones; tras la redesignación de los tres servicios de octubre de 1962 de aviones y sistemas armas, se convirtieron en CQM-10A. Por otra parte, los escuadrones de misiles de defensa aérea se mantenían en alerta realizando viajes regulares a Santa Rosa Island para realizar entrenamientos y prácticas de fuego. Después de la desactivación del 4751st ADW(M) el 1 de julio de 1962 y la transferencia de Hurlburt al Mando Aéreo Táctico para realizar operaciones de mando aéreo, el 4751st Air Defense Squadron (Missile) permaneció en Hurlburt y Santa Rosa Island con propósitos de mantenimiento.
En 1964, los asentamientos y escuadrones de Bomarc A de combustible líquido comenzaron a ser desactivados. Los asentamientos en Dow y Suffolk County cerraron primero. Los restantes continuaron operativos durante varios años mientras el gobierno comenzaba a desmantelar la red de defensa aérea de misiles. Niagara Falls fue la primera instalación de Bomarc B en cerrar, en diciembre de 1969; las otras permanecieron en alerta hasta 1972. En abril de ese año, el último Bomarc B en servicio en la Fuerza Aérea de los Estados Unidos fue retirado en McGuire y el 46th ADMS fue declarado inactivo y la base fue desactivada.
En la era de los misiles balísticos intercontinentales, el Bomarc, diseñado para interceptar bombarderos tripulados relativamente lentos, se había convertido en un bien inútil. Los misiles Bomarc restantes fueron usados por todos los servicios armados como blancos aéreos no tripulados de alta velocidad para realizar pruebas de otros misiles de defensa aérea. Los blancos Bomarc A y Bomarc B fueron designados CQM-10A y CQM-10B, respectivamente.
Después del accidente, el complejo McGuire nunca ha sido vendido o convertido para otros usos, y permanece en propiedad de la Fuerza Aérea, haciéndolo el asentamiento más intacto de los ocho en los Estados Unidos. Ha sido nominado para entrar en el Registro Nacional de Asentamientos Históricos. Aunque una cantidad de IM-99/CIM-10 Bomarc ha sido emplazada en exhibición pública, debido a las preocupaciones acerca de los posibles peligros medioambientales de la estructura de magnesio al torio de la célula, varios han sido retirados de la vista pública.
Russ Sneddon, director del Museo de Armamento de la Fuerza Aérea, Base Eglin de la Fuerza Aérea, Florida, proporcionó información acerca de la desaparecida célula en exhibición de CIM-10, serial 59-2016, uno de los artefactos originales del museo de su fundación en 1975, y donado por el 4751st Air Defense Squadron en Hurlburt Field, Eglin Auxiliary Field 9, Eglin AFB. En diciembre de 2006, el sospechoso misil fue almacenado en un recinto seguro detrás del Museo de Armamento. En diciembre de 2010, la célula estaba todavía en el local, pero parcialmente desmantelada.

### Canadá
El Programa del Misil Bomarc fue altamente controvertido en Canadá. El gobierno del Partido Conservador Progresista del primer ministro John Diefenbaker estuvo inicialmente de acuerdo en desplegar misiles, y poco después desmanteló de forma controvertida el Avro Arrow, un avión interceptor supersónico tripulado, argumentando que el programa de misiles haría innecesario el mismo.
Inicialmente, no estaba claro qué misiles estarían equipados con cabezas de guerra nucleares. En 1960 se conoció que los misiles iban a tener una carga útil nuclear, a lo que siguió un debate acerca de si Canadá aceptaría armas nucleares. Finalmente, el gobierno de Diefenbaker decidió que los Bomarc no serían equipados con cabezas de guerra nucleares. La disputa dividió el Gabinete de Diefenbaker, y condujo al colapso del gobierno en 1963. El líder del Partido Liberal y Oposición Oficial Lester "Mike" Pearson estuvo originalmente en contra de los misiles nucleares, pero cambió su posición personal y argumentó a favor de aceptar cabezas de guerra nucleares. Ganó las elecciones de 1963, en gran parte con base en esta cuestión, y su nuevo gobierno Liberal procedió a aceptar Bomarc nucleares, siendo desplegado el primero el 31 de diciembre de 1963. Cuando las cabezas de guerra nucleares fueron desplegadas, la esposa de Pearson, Maryon, renunció a su membresía honoraria en el grupo anti armas nucleares Voz de las Mujeres.
El despliegue operacional canadiense del Bomarc originó la formación de dos escuadrones especializados de Misiles Superficie/Aire. El primero en iniciar las operaciones fue el No. 446 SAM Squadron en RCAF Station North Bay, que fue el centro de mando y control de ambos escuadrones. Con la construcción del recinto e instalaciones anexas en 1961, el escuadrón recibió sus Bomarc el mismo año, sin cabezas de guerra nucleares. El escuadrón estuvo plenamente operativo desde el 31 de diciembre de 1963, cuando llegaron las cabezas de guerra nucleares, hasta su disolución el 31 de marzo de 1972. Todas las cabezas de guerra fueron almacenadas separadamente y bajo control del Destacamento 1 del 425th Munitions Maintenance Squadron de la USAF. Durante el servicio operacional, los Bomarc se mantuvieron en espera, en una base de 24 horas, pero nunca fueron disparados, aunque el escuadrón probó el lanzamiento de misiles en la Eglin AFB, Florida, en ejercicios anuales de invierno.
El No. 447 SAM Squadron, operando desde la RCAF Station La Macaza, Quebec, fue activado el 15 de septiembre de 1962, aunque las cabezas de guerra no fueron entregadas hasta finales de 1963. El escuadrón siguió los mismos procedimientos operacionales que el No. 446, su escuadrón hermano. Con el paso del tiempo, la capacidad operacional del sistema Bomarc de los años 50 ya no cumplió con los requisitos modernos; el Departamento de Defensa Nacional consideró que la defensa de misiles Bomarc ya no era un sistema viable, y ordenó que ambos escuadrones se retiraran en 1972. Los refugios e instalaciones auxiliares perduran en ambos antiguos asentamientos.

## Variantes

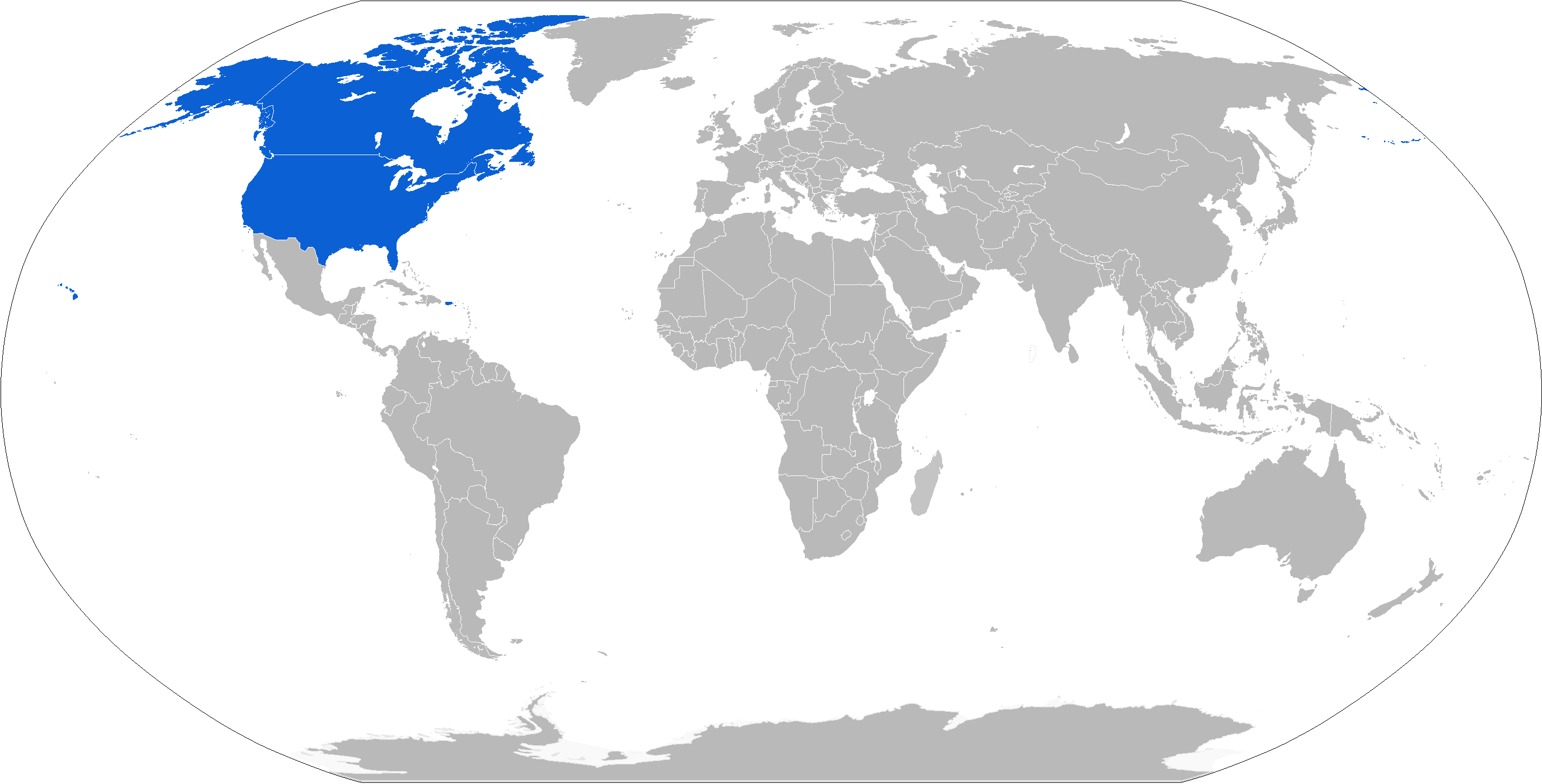
Mapa con los operadores del CIM-10 en azul.

XF-99
Experimental para investigación de aceleradores.
XF-99A/XIM-99A
Experimental para investigación de estatorreactores.
YF-99/YIM-99
Pruebas de servicio.
IM-99A
Producción inicial.
IM-99B
Versión "avanzada".
CQM-10
Blanco aéreo no tripulado.

## Operadores
/ Canadá
- Real Fuerza Aérea Canadiense: de 1955 a 1968/Fuerzas Armadas Canadienses: de 1968 a 1972.

 Estados Unidos
- Fuerza Aérea de los Estados Unidos
  - Mando de Defensa Aérea (más tarde Aeroespacial).
  - Mando de Sistemas de la Fuerza Aérea.

## Aeronaves relacionadas

### Desarrollos relacionados
- MGM-1 Matador
- MGM-13 Mace
- SSM-N-8 Regulus

### Aeronaves experimentales de ala delta similares
- Bristol Bloodhound

### Secuencias de designación
- Secuencia F-_ (Cazas (Fighter) del USAAC/USAAF/USAF, 1924-1962): ← F-96 - F-97 - F-98 - F-99 - F-100 - F-101 - F-102 →
- Secuencia _M-_ (Cohetes y misiles de la USAF, Otros tipos (1955-1962)): ← SM-65 - GAM-67 - SM-68 - IM-69 - IM-70 - GAM-71 - GAM-72 -- RM-90 - RM-91 - RM-92 - IM-99
- Secuencia __M-_ (Misiles y drones estadounidenses, 1962-presente): ← AIM-7/RIM-7 - RIM-8 - AIM-9 - CIM-10 - PGM-11 - AGM-12 - CGM-13/MGM-13 →